# Dunbeg
Dunbeg (An Dùn Beag in lingua gaelica scozzese) è una località della Scozia, situata nell'area di consiglio dell'Argyll e Bute.